# Azendohsauridae
Azendohsauridae era una famiglia di archosauromorfi allokotosauri vissuti nel Triassico medio-superiore, circa 245-216 milioni di anni fa (Anisico-Norico), in Africa, Nord America e India. Nel 2017, quattro generi sono riconosciuti come appartenenti alla famiglia: Azendohsaurus, Malerisaurus, Pamelaria e Shringasaurus.

## Descrizione
Azendohsauridae era una famiglia di enormi allokotosauri erbivori dal collo lungo e teste relativamente piccole. Le loro dimensioni variavano da poco meno di 1,5 metri a più di 4 metri di lunghezza, per un peso medio di 40 a 200 kg a seconda della specie.